# Aarhus Håndbold Kvinder
Aarhus Håndbold Kvinder er en aarhusiansk håndboldklub, der spiller i landets næstbedste kvindelige håndboldrække 1. division. Holdets hjemmebane er i Ceres Stadionhal, der har en kapacitet på 1.200 tilskuere.
I juni 2024 fusionerede de to aarhusianske håndboldklubber Aarhus United og Aarhus HC, således at begge hold blev samlet under det nye navn Aarhus Håndbold. Da klubben blev grundlagt, valgte Skanderborg AGF Håndbold at sagsøge klubben, da de brugte samme navn som én af grundlæggerne i Skanderborg AGF, navnligt Aarhus Håndbold.
I 2024-25 sæsonen rykkede klubben ned, da de sluttede på sidstepladsen i grundspillet i Kvindehåndboldligaen.

## Spillertruppen 2024/25
| Nr. | Navn                      | Nationalitet | Position     | I klubben siden |
| --- | ------------------------- | ------------ | ------------ | --------------- |
| 1   | Elín Þorsteinsdóttir      | Island       | Målvogter    | 2024            |
| 2   | Nicoline Sax              | Danmark      | Playmaker    | 2023            |
| 3   | Sarah Kirkeløkke          | Danmark      | Stregspiller | 2024            |
| 5   | Katarina Bjørnskau Berens | Norge        | Stregspiller | 2021            |
| 6   | Anne Berggreen            | Danmark      | Højre back   | 2024            |
| 7   | Line Berggren Larsen      | Danmark      | Venstre back | 2024            |
| 7   | Emma Mogensen             | Danmark      | Playmaker    | 2017            |
| 8   | Aia Raadshøj              | Danmark      | Venstre back | 2023            |
| 9   | Frederikke Hedegaard      | Danmark      | Højre fløj   | 2018            |
| 10  | Mathilde Guldager         | Danmark      | Venstre fløj | 2023            |
| 11  | Sophia Snogdal            | Danmark      | Venstre fløj | 2018            |
| 14  | Anna Wierzba              | Danmark      | Playmaker    | 2022            |
| 15  | Sofia Deen                | Danmark      | Playmaker    | 2023            |
| 18  | Mathilde Orkild           | Danmark      | Højre fløj   | 2022            |
| 25  | Ida Götzsche              | Danmark      | Højre fløj   | 2024            |
| 77  | Alberte Ebler             | Danmark      | Højre back   | 2023            |
| 86  | Sabine Englert            | Tyskland     | Målvogter    | 2022            |